# IgM

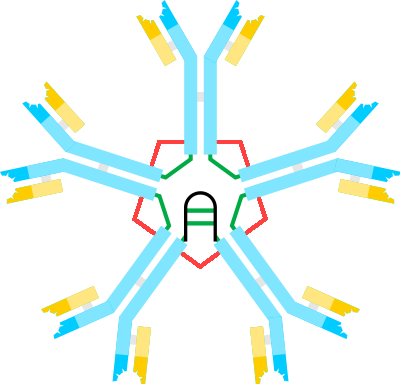
Schema della struttura di un'IgM in forma secretoria: in azzurro le catene pesanti μ; in giallo le catene leggere; in verde i ponti disolfuro che collegano le cinque IgM; in rosso le catene J

Le immunoglobuline M (IgM) sono glicoproteine appartenenti alla superfamiglia delle immunoglobuline. Nei vertebrati, le IgM costituiscono un isotipo di anticorpi, cioè molecole coinvolte nella risposta immunitaria dell'organismo umano. Esse sono la classe di Immunoglobuline più grandi in termini di peso molecolare e sono le prime a comparire in risposta all'esposizione con l'antigene.
Nella filogenesi esse rappresentano il primo isotipo di anticorpi a essersi sviluppato.
Nel feto umano sono le prime immunoglobuline a comparire (attorno alla ventesima settimana dal concepimento) e non attraversano la placenta.
In una persona adulta esse sono presenti in una concentrazione pari a 1,5 mg/mL e hanno un'emivita pari a 5 giorni.
Sono sintetizzate dai linfociti B, e più precisamente dalle plasmacellule.

## Scoperta delle IgM
Lo studio delle IgM ebbe inizio nel 1937, con un report che mise in evidenza che cavalli iperimmunizzati con il polisaccaride di pneumococco producevano anticorpi molto più grandi delle tipiche γ-globuline di coniglio, con un peso molecolare (PM) di 990 kDa. A causa del suo peso maggiore, il nuovo anticorpo venne originariamente denominato γ-macroglobulina e solo nella successiva terminologia venne denominato IgM, da M=Macro.

## Struttura e conformazioni delle IgM
Una singola molecola di IgM è composta, come tutte le immunoglobuline, da due catene pesanti e due catene leggere. Nel caso particolare delle IgM:
- le catene leggere sono uguali a quelle presenti in tutti gli altri tipi di immunoglobuline, ovvero possono essere del tipo κ o λ;
- le catene pesanti sono di tipo μ, cioè contengono una regione costante Cμ diversa da quelle di tutti gli altri anticorpi: questa regione è costituita da quattro domini Ig, analogamente alla regione Cε delle IgE, mentre nelle altre tre classi di anticorpi (IgA, IgD, IgG e relative sottoclassi) la regione costante è costituita solo da tre domini Ig.

Le IgM hanno due funzioni che si rispecchiano nelle due possibili conformazioni (struttura quaternaria) in cui possono essere sintetizzate:
1. Conformazione monomerica (di membrana), in cui le IgM rimangono ancorate sulla membrana plasmatica dei linfociti B vergini o naïve (cioè non ancora attivati) e funzionano da recettore per l'antigene, ossia captano le molecole estranee con cui il linfocita viene a contatto e trasmettono al suo interno un segnale che lo attiva;
2. Conformazione pentamerica (forma secretoria, vedi figura), in cui le IgM si organizzano in un complesso di 5 monomeri (cioè un pentamero) mantenuti assieme da legami covalenti (ponti disolfuro nello specifico) che si formano nelle sequenze terminali delle catene pesanti μ. Inoltre, a questi pentameri si lega una proteina addizionale di 15 kDa, la cosiddetta catena J (da joining, "collegare"), che rimane legata alla sequenza terminale per mezzo di ponti disolfuro e stabilizza l'intero complesso. Esse vengono secrete nell'ambiente extracellulare e svolgono un'importantissima funzione di opsonizzazione e di attivazione del complemento.

Le due forme di IgM differiscono oltre che per la struttura quaternaria, anche nella struttura primaria, nello specifico per il dominio Ig Cμ4 (ossia il quarto e ultimo dominio Ig della catena pesante): 
1. Nelle IgM secrete, infatti, questo dominio termina con amminoacidi carichi e idrofili, che quindi non tendono a rimanere intrappolati nella membrana cellulare delle plasmacellule;
2. nella forma di membrana, invece, il dominio C4 è composto da 26 amminoacidi idrofobici, che si approfondano nella membrana plasmatica, ancorando saldamente l'anticorpo alla superficie cellulare.[1]

## Funzioni

### IgM monomeriche (di membrana)

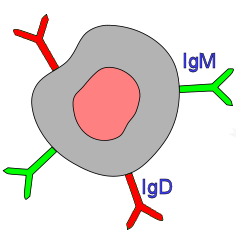
Linfocita B vergine con i suoi due tipi di recettori di membrana

La funzione principale del IgM monomeriche è quella di captare gli antigeni circolanti per i quali sono specifiche e di trasmettere all'interno del linfocita il segnale di attivazione, che lo porterà a differenziarsi in una plasmacellula secernente anticorpi.
Le IgM vengono prodotte già in uno stadio molto precoce della maturazione dei linfociti B: catene μ possono essere ritrovate già nel citoplasma dei linfociti pre-B, dove vengono assemblate con una catena leggera sostitutiva e permettono la formazione del recettore pre-B, utilissimo ai fini della selezione positiva.
Le IgM monomeriche sono uno dei due tipi di molecole che si ritrovano sulla membrana del linfocita B immaturo (vergine o naïve), assieme alle IgD. Sono gli unici isotipi di immunoglobuline che possono essere espresse simultaneamente da parte di una cellula B.
Dopo l'attivazione del linfocita per il contatto con l'antigene e il suo differenziamento in cellula secernente anticorpi, le IgM subiscono un processo di maturazione dell'affinità per l'antigene, per cui vengono prodotte IgM ad alta affinità non più in forma di membrana ma in forma secretoria.

### IgM pentameriche (di secrezione)
Le IgM sono sintetizzate precocemente nelle risposte immunitarie, ovvero sono i primi anticorpi a essere secreti dalle plasmacellule in ordine temporale (seguite in un secondo tempo dalle IgG). La principale funzione delle IgM è l'opsonizzazione: essendo pentameriche, esse dispongono infatti del quintuplo di siti di legame rispetto a tutte le altre immunoglobuline, e perciò sono opsonine molto efficaci.
Contrariamente alla maggior parte delle opsonine (IgG, complemento, fibrina), la funzione principale delle IgM non è però quella di favorire la fagocitosi della particella opsonizzata da parte delle cellule immunitarie: pochissimi fagociti possiedono, infatti, un recettore specifico per la porzione Fc delle IgM. La loro funzione principale è invece quella di attivare il complemento: le IgM sono infatti i migliori iniziatori della via classica dell'attivazione del complemento, meglio ancora delle IgG.

## Diagnostica
Essendo le IgM i primi anticorpi prodotti dalle plasmacellule nel corso di un'infezione, possono essere usate nella diagnostica di laboratorio per stabilire se un paziente ha o meno un processo infettivo in corso. Il dosaggio anticorpale ricerca nel sangue (o nei tessuti) del paziente la presenza sia delle IgM sia delle IgG: a seconda di quale di queste due popolazioni è prevalente, si può stabilire con una certa approssimazione da quanto tempo si è iniziato il processo infiammatorio.